# 산월귤
산월귤(山月橘, 학명: Arctous alpina 아르크토우스 알피나[*])은 진달래과의 관목이다. 러시아 극동에서부터 중앙아시아와 유럽을 거쳐 그린란드와 캐나다, 미국에 이르는 지역에 분포한다.